# Дезинтеграция постоянства памяти
«Дезинтеграция постоянства памяти» — картина испанского художника Сальвадора Дали, написанная в 1952—54 годах. Находится в Музее Сальвадора Дали в Сент-Питерсберге. Первоначально она была известна как «Хромосома ярко окрашенного рыбьего глаза, начинающая гармоничный распад устойчивости памяти», и впервые была выставлена в галерее Карстерс в Нью-Йорке в 1954 году.

## Информация о картине
Дали преобразует своё знаменитое «Постоянство памяти» в духе «ядерного мистицизма». «Постоянство» и «распад» кажутся понятиями взаимоисключающими, но никак не в «параноидально-критическом» мироздании Дали. Мягкие циферблаты, действительно, тихо распадаются, но окружающий их мир с конвейерной точностью разрезан на правильные блоки, выпрямленные носорожьи рога намекают на связанные с этими животными математические чудеса. Большая часть сцены находится под водой, которую художник заставляет висеть на ветке, подобно плёнке, — в других картинах Дали её можно поднять, как простыню, чтобы увидеть дно. Внизу, под рыбой, лежит прозрачная, почти что исчезающая автопортретная голова, которая фигурировала во многих работах Дали конца 1920-х и начала 1930-х годов.